# Christian Vanneste

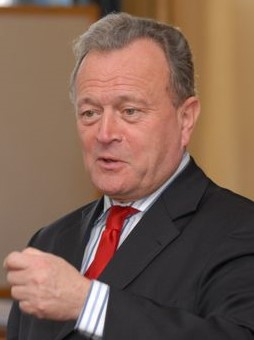
Christian Vanneste

Christian Vanneste (* 14. Juli 1947 in Tourcoing, Département Nord) ist ein französischer Politiker (RPR, UMP, RPF, La Droite libre).

## Leben und politische Laufbahn
Vanneste stammt aus einer katholischen und antikommunistisch geprägten Familie. Als Jugendlicher sprach er sich für eine Fortsetzung der französischen Herrschaft in Algerien aus. Er studierte Philosophie an der geisteswissenschaftlichen Fakultät der Universität Lille. Während der Studentenunruhen im Mai 1968 unterstützte er die Regierung des Generals de Gaulle und trat der gaullistischen Jugendorganisation Union des jeunes pour le progrès bei. Anschließend lehrte er Philosophie am privaten (katholischen) Wirtschaftsgymnasium von Tourcoing und war ab 1976 dessen stellvertretender Direktor.
1977 trat er dem gaullistischen Rassemblement pour la République (RPR) bei. Von 1983 bis 2008 war er ohne Unterbrechung Mitglied im Stadtrat von Tourcoing, und von 2001 bis 2008 im Rat der Lille Métropole Communauté urbaine. Von 1986 bis 2002 hatte er zudem einen Sitz im Regionalrat der Region Nord-Pas-de-Calais inne, den er nach seiner Wahl zur Nationalversammlung aufgrund eines Gesetzes über mehrfache Mandate aufgeben musste.
Vanneste war von März 1993 bis April 1997 und erneut von Juni 2002 bis Juni 2012 Abgeordneter in der Französischen Nationalversammlung.
Vanneste ist ein Verfechter der Todesstrafe für Terroristen, im April 2004 war er Mitunterzeichner eines entsprechenden Gesetzentwurfes. Im November 2007 legte er einen Vorschlag zur Senkung der Rundfunkgebühren vor. Weiterhin vertritt er den Standpunkt, dass auch „Arbeiten im öffentlichen Interesse“ verstärkt als Strafen ausgesprochen werden sollten.
Vaneste fiel wiederholt wegen homophober Aussagen in den französischen Medien auf. Er stellte sich zudem gegen die Ende 2004 beschlossene Einrichtung der Haute Autorité de lutte contre les discriminations et pour l'égalité (Halde; Behörde zum Kampf gegen Diskriminierungen und für Gleichheit). In Interviews behauptete er Anfang 2005, dass Homosexualität „eine Gefahr für den Fortbestand der Menschheit“ und „moralisch minderwertig“ sei. 2007 wurde er wegen dieser homophoben Äußerungen zu einer Geldstrafe von 3.000 Euro verurteilt. Das Urteil wurde jedoch am 12. November 2008 vom französischen Kassationshof aufgehoben. Im November 2009 sprach er gleichgeschlechtlichen Paaren die Eignung als Eltern ab: Sie seien Vanneste zufolge „nicht unbedingt diejenigen, die am wenigsten trinken und die wenigsten Drogen nehmen“. Im April 2010 verglich er Homosexualität mit Pädophilie und behauptete, die Unterscheidung zwischen beiden sei „grob und scheinheilig“. Während der Debatte um die Öffnung der Ehe anthropologischen Irrweg. Im Februar 2012 sprach von der „Legende von der Deportation der Homosexuellen“ während der deutschen Besetzung Frankreichs im Zweiten Weltkrieg. Infolge seiner Äußerungen wurde ein Parteiausschlussverfahren gegen ihn begonnen.
Zur Parlamentswahl 2012 stellte die UMP im 10. Wahlkreis des Départements Nord nicht Vanneste, sondern seinen ehemaligen Mitarbeiter und einstigen politischen Zögling Gérald Darmanin auf. Vanneste wechselte daraufhin zur nationalkonservativen Kleinpartei Rassemblement pour la France (RPF) und trat gegen Darmanin an. Vanneste schied mit 13,2 % der Stimmen im ersten Wahlgang aus, während Darmanin die Wahl gewann.
Von 2012 bis 2015 war Vanneste Vorsitzender der RPF, dann gründete er die Partei La Droite libre („die freie Rechte“). Bei der Präsidentschaftswahl 2017 rief er zur Wahl von Marine Le Pen vom rechtsextremen Front National auf.